# Leucostegia
Leucostegia es un género de helechos perteneciente a la familia Hypodematiaceae. Comprende 21 especies descritas y de estas, solo 3 aceptadas.

## Taxonomía
El género fue descrito por Karel Presl y publicado en Tentamen Pteridographiae 94, pl. 4, f. 11. 1836.  La especie tipo es: Leucostegia immersa Wall. ex C. Presl	 

## Especies aceptadas
A continuación se brinda un listado de las especies del género Leucostegia aceptadas hasta marzo de 2015, ordenadas alfabéticamente. Para cada una se indica el nombre binomial seguido del autor, abreviado según las convenciones y usos.	
- Leucostegia chaerophylla (Wall. ex Hook.) J. Sm.
- Leucostegia immersa Wall. ex C. Presl
- Leucostegia truncata (D. Don) Fraser-Jenk.